# Mouvement Cần vương
Le mouvement Cần Vương (en vietnamien « Aider le Roi ») est un mouvement de résistance vietnamien composé en grande partie de paysans et dirigé par les lettrés, menant la lutte armée contre la domination française, au nom de l'empereur Hàm Nghi, et visant à maintenir la société et l'État vietnamien traditionnels.
Le Cần Vương apparaît aux lendemains du « guet-apens de Huế » survenu lors de la nuit du 4 au 5 juillet 1885. Lancé à l'initiative du régent Tôn Thất Thuyết, le mouvement se forme à la suite de l'appel du jeune empereur Hàm Nghi, dans un édit proclamé le 13 juillet 1885.
Tout au long de son histoire, le Cần Vương rassemblera non seulement les Kinh des deltas, mais également une part non négligeable des ethnies minoritaires des régions montagneuses telles que les Mường, et où opéreront des résistants comme Nguyễn Quang Bích (vi) au Tonkin ou Phan Đình Phùng en Annam.
Malgré l'ampleur du mouvement, celui-ci ne fut pas régulier et se manifesta différemment selon les régions et les différentes ethnies vietnamiennes. Ce qui constitua la principale faiblesse du Cần Vương, malgré la détermination de ses combattants.

## Contexte

### Guerre franco-chinoise (1884-1885)

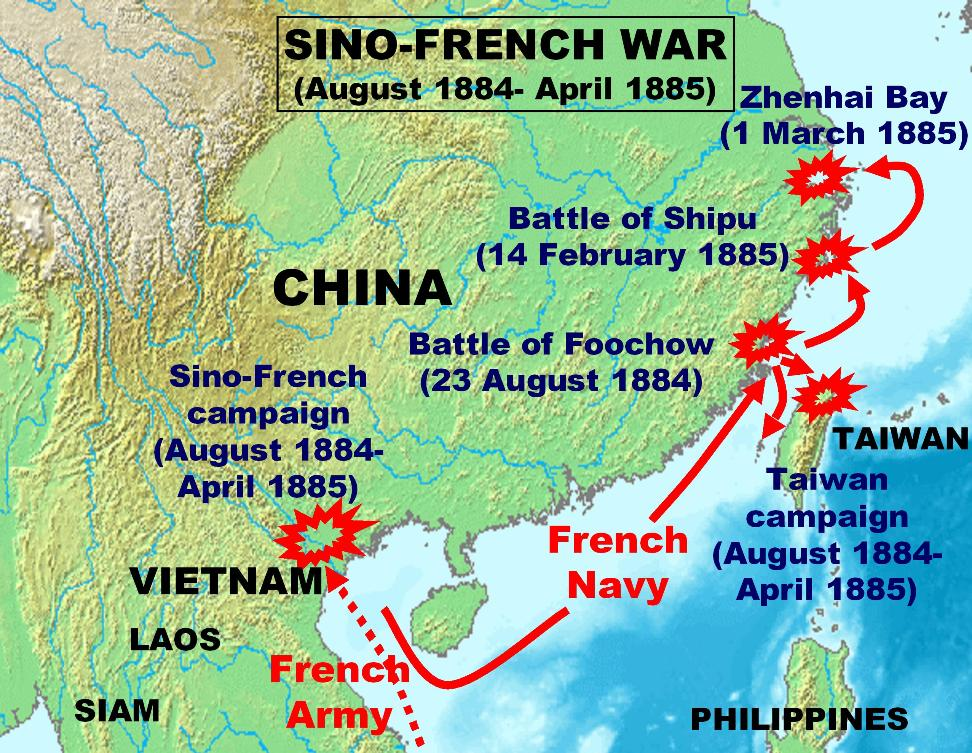
Batailles de la campagne de 1884-1885

Après l'établissement des Français en Cochinchine, le delta du fleuve Rouge au Tonkin s'est très vite avéré une zone stratégique majeure. Le delta est une porte d’entrée directe vers le sud de la Chine, dans la région du Yunnan. Marchands et missionnaires sillonnent déjà cette riche contrée, jalonnée de montagnes forestières et de plaines rizicoles, mais ceux-ci sont en butte aux populations, hostiles à l’intrusion occidentale. En outre, cette ambition coloniale s’inscrit dans un contexte géopolitique tendu avec le Royaume-Uni, qui contrôle l’accès du Yangtsé, et qui, au sud-est de l’Asie, s’est emparé de la Birmanie, et par conséquent de l’Irrawaddy qui s’écoule près de la frontière chinoise. La rivalité entre les deux puissances incite la République française, isolée sur la scène européenne, à asseoir sa domination au nord du Đại Nam, dans cette région clef du Tonkin. Les représailles qui s’y déroulent à l’encontre des catholiques ne sont pas sans apporter un prétexte à une opinion publique française échaudée par la perte de l’Alsace-Lorraine. Dans ce contexte de fièvre nationaliste, il s’agit de justifier une conquête lointaine, de dissiper la méfiance des élus de droite, qui craignent qu’une expédition coloniale au Tonkin détourne la France de « la ligne bleue des Vosges » : « Nous préférons l’Alsace et la Lorraine au Tonkin et Strasbourg à Hanoï », s’écrie au parlement le duc de Broglie, qui refuse à Jules Ferry les crédits militaires pour cette expédition en Extrême-Orient. Le projet de Ferry est mis en danger, mais il trouve à la chambre des députés un soutien de taille auprès des catholiques de la droite monarchiste ; notamment auprès de monseigneur Freppel, évêque d’Angers, ardemment anti-socialiste, contre l’instruction laïque, et qui prend la défense de Ferry à la barbe de ses amis politiques.

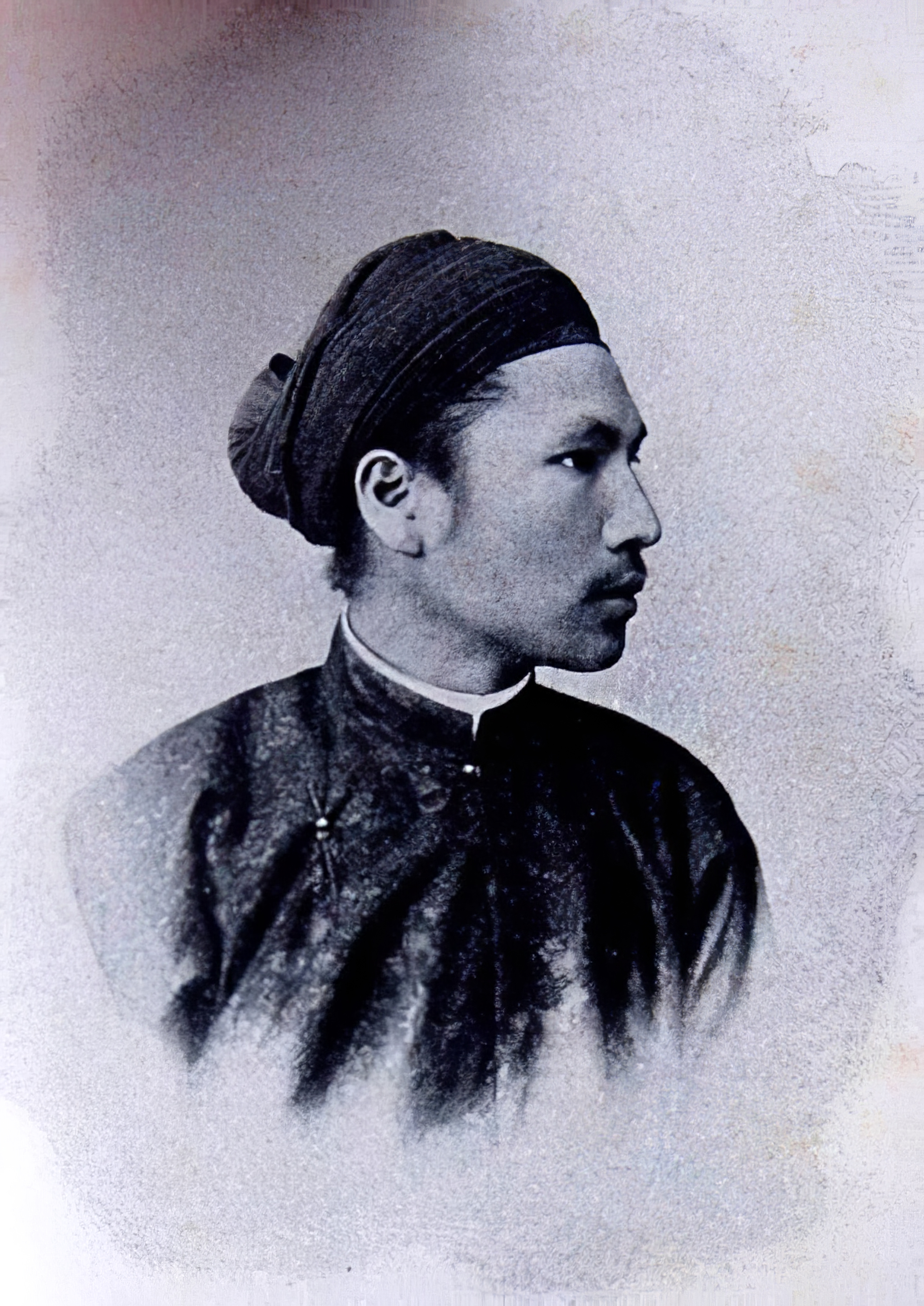
Portrait de l'empereur Hàm Nghi

L’expédition du Tonkin est lancée officiellement pour mettre un terme aux « persécutions des catholiques » et lutter contre « l’impérialisme chinois ». Les souverains du Đại Nam et de plusieurs États voisins de la Chine, tels que la Corée, la Birmanie, le Siam, sont perçus comme des vassaux par la dynastie Qing. En conséquence, les Pavillons noirs ou jaunes, des bandes chinoises de combattants irréguliers, soutenus par les Qing, traversent la frontière sino-vietnamienne, pour venir harceler les troupes françaises. En découlent de brefs et violents engagements. Le corps expéditionnaire compte un officier prestigieux, Henri Laurent Rivière, capitaine de frégate. Ce dernier est connu pour ses écrits et les nombreuses campagnes militaires auxquelles il a participé : la guerre de Crimée, la campagne d’Italie, l’expédition du Mexique, la guerre de 1870 en mer Baltique puis en Nouvelle- Calédonie, pour avoir participé activement à la répression des Canaques lors de leur insurrection en 1878. En mars 1882, le capitaine Rivière s’empare de la citadelle de Hanoï, chef-lieu du Tonkin, puis des principales villes du delta. Un an plus tard, en mai 1883, il repousse les assauts des Pavillons noirs qui tentent de libérer Hanoï, mais meurt non loin du pont de Papier lors d’une escarmouche. Sa mort enflamme l’opinion publique. Des crédits sont immédiatement votés ; 4 000 hommes sont mis sur le pied de guerre ainsi qu’une flotte constituée de 29 bâtiments dont 4 cuirassés. L’amiral Courbet, commandant en chef des forces combinées navales et terrestres, totalise 9 000 hommes sous ses ordres. Tirailleurs algériens, légionnaires et soldats de l’infanterie de marine composent le gros des troupes d’invasion. En août 1883, l’amiral Courbet arrive devant l’estuaire de la rivière de Huê. Un ultimatum est adressé à la Cour d’Annam, qui le repousse. Les redoutes vietnamiennes sont bombardées, réduites au silence, laissant la voie libre aux canonnières qui remontent la rivière jusqu’à la capitale. Le 25 août 1883, la cour vietnamienne signe, sous la menace, le traité de Huê instaurant le protectorat de la France. Or, la Chine, se considérant comme suzeraine du Đại Nam, rejette le traité et fait entrer ses troupes régulières au Tonkin, au secours de la dynastie Nguyễn. Mais les armées chinoises sont rapidement battues, en moins de trois semaines. Cette défaite cinglante amène l’impératrice douairière Cixi à traiter avec les Français. La convention Li-Fournier, prévoyant des indemnités de guerre et le retrait des troupes chinoises du Tonkin, est signée le 11 mai 1884. Dominée militairement par le corps expéditionnaire français, la Chine ne peut sauver les Nguyễn de leur sort, et se voit obliger le mois suivant d’accepter le protectorat de la France. C’est alors qu’un évènement inattendu relance le 23 juin 1884 les hostilités. Une colonne française envoyée pour occuper Lang Son fait face aux troupes régulières chinoises de l’Armée du Guangxi. Bien que les généraux chinois soient au courant de la convention Li-Fournier (accord de Tientsin), ceux-ci refusent l’accès aux Français, arguant qu’ils n’ont pas reçu l’ordre de se retirer. La colonne française continue malgré tout son avancée. Un affrontement a lieu, le « guet-apens de Bac Le ». Ce sursaut chinois compromet de nouveau l’expansion coloniale au Tonkin. Jules Ferry, alors président du Conseil des ministres, ordonne une vaste offensive navale sur les côtes de l’Empire chinois, et exige des Qing une forte indemnité de guerre, qui lui permettra de couvrir les frais de l’expédition du Tonkin, sans faire appel aux crédits du parlement. S’ensuit dès lors toute une série d’opérations navales : la marine française détruit la base de Fuzhou et coule sa flotte, occupe Keelung à Taïwan et les îles Pescadores, situées au large de la côte occidentale de Taïwan, puis impose le blocus du riz sur le Yangtsé et au golfe de Bohai.

### Situation géopolitique en Extrême-Orient

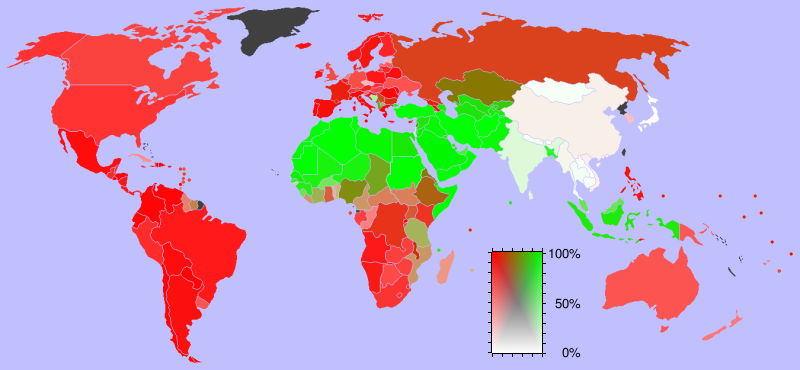
Carte illustrant la répartition relative du christianisme (rouge) et de l'islam (vert) à l'époque contemporaine

Dans le même temps le chaos dynastique qui s’installe à la cour des Nguyễn n’est pas sans détériorer une situation déjà critique. L'année 1883 est une période sombre pour la dynastie Nguyễn, car sans héritier direct, le long règne de Tự Đức laisse place à l’agitation et au désordre. En 1883, pas moins de trois empereurs se succèdent : après trois jours de règne, Dục Đức est destitué par les ministres régents, nommés quelques mois plus tôt par Tự Đức ; à savoir Trân Tiên Thanh, Nguyễn Văn Tường et Tôn Thất Thuyết, respectivement les premier, deuxième et troisième régents du Đại Nam. Hiệp Hoà, qui succède à Dục Đức, est déposé quatre mois plus tard et se suicide. Arrive l’empereur Kiên Phuc qui meurt de la variole ou d’empoisonnement le 31 juillet 1884. C’est dans ce contexte politique désastreux que Hàm Nghi accède au trône en août 1884.
Enfin, les dissensions au sein de la cour viennent aggraver davantage la crise dynastique. Intrigues et complots se fomentent dans les arcanes de la Cité pourpre interdite de Huê. Le trône est l’enjeu d’affrontements à la fois idéologiques, géopolitiques et diplomatiques, ainsi que de ressentiments personnels. Les régents de l’empire, Nguyễn Văn Tường et Tôn Thất Thuyết, bien que tous deux opposés à la République française semblent en désaccord sur les moyens de mener la résistance. Aussi est-ce par la peur, les menaces et les assassinats qu’ils parviennent à dominer une cour effervescente, ébranlée par les querelles personnelles, les intrigues et les oppositions de vues entre les réformistes et les conservateurs. Mais, malgré le chaos ambiant, la cour des Nguyễn fait preuve d’une certaine résilience. La question qui se pose réside davantage dans le fait de savoir s’il faille résister à visage découvert ou clandestinement, en daignant accepter les traités que souhaite passer la France ; ce que semble privilégier le régent Tường. La « politique de la canonnière », les coups de force des militaires français ne sont pas sans inspirer la peur de représailles, alors monnaie courante. La vindicte populaire à l’égard des missionnaires catholiques et des convertis vietnamiens est en effet prétexte à des opérations coloniales toujours plus audacieuses, s’enfonçant davantage dans les terres et mettant en péril l’existence culturelle et politique même du Vietnam. La cour essayant tant bien que mal de résister fait donc face à un dilemme : s'engager dans une guerre dont la défaite est courue d'avance et aboutirait à une annexion pure et simple du Đại Nam, ou bien lutter clandestinement mais en laissant alors le champ libre à la France pour étendre son emprise sur la cour et la société vietnamiennes. Le représentant de la République française dépêché à Huê n’aurait plus qu’à mettre à exécution les traités visant à asseoir la domination française, à favoriser tel ou tel ministre transfuge de la cour, sinon à superviser l’intronisation du prochain empereur ; comme ce sera le cas avec Đồng Khánh.

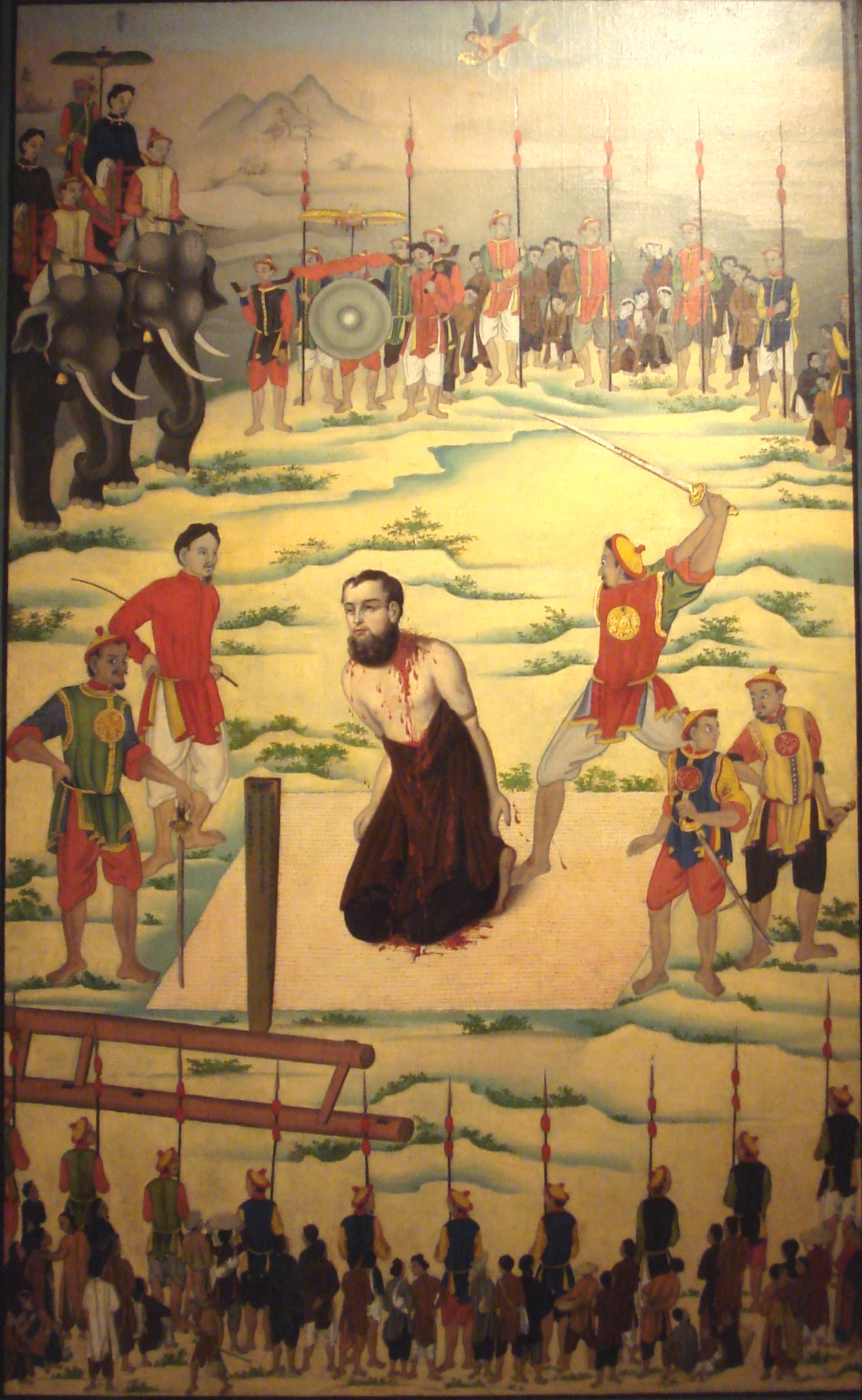
Mise à mort de Pierre Dumoulin-Borie le 24 novembre 1838 au Tonkin

Sur la scène internationale, la situation est d'autant plus préoccupante pour l'empire des Nguyễn qu'à la fin du XIXe siècle, l'hégémonie occidentale, et avec elle les religions abrahamiques, s'est imposée à l'ensemble des continents et des îles. Seuls l'Asie de l'Est et le Sud-Est asiatique forment encore une enclave culturelle indépendante politiquement et religieusement. Cet espace qui correspond à l'aire confucéenne-taoïste-bouddhiste demeure en cette fin de XIXe siècle le dernier vestige d’un monde préchrétien, alors menacé d'acculturation à l'heure de la colonisation de la péninsule indochinoise. La situation dans laquelle se trouvent la dynastie Nguyễn et leurs alliés Qing est donc sérieusement compromise au cours de la guerre franco-chinoise, non seulement sur le plan militaire, Vietnamiens et Chinois subissant de graves défaites, mais aussi d'un point de vue culturel et religieux ; la plupart des sociétés traditionnelles, animistes et ou polythéistes, dans le monde ayant été acculturées. Le contact avec l’Occident laisse poindre la menace de l’acculturation. Or, jusqu’à la fin du XIXe siècle, toute l’aire confucéenne-taoïste-bouddhiste, dont fait partie le Vietnam, fait figure d’exception, à l’aune du déclin des religions traditionnelles animistes et polythéistes (composées essentiellement de religions de chasseurs-cueilleurs et agro-pastorales) qui régissaient les différentes sociétés humaines en Amérique et en Afrique jusqu’à l'irruption des religions abrahamiques. Cette aire culturelle asiatique demeure en effet la dernière enclave géographique d’importance où prédominent des pensées extérieures aux trois religions abrahamiques, et dans laquelle s’exercent une relative souveraineté politique et une certaine résilience culturelle à l’égard du christianisme. Ainsi, à la veille de la conquête coloniale du Tonkin par la France, les valeurs bouddhistes et confucéennes, mais aussi taoïstes et animistes, animent encore largement la société vietnamienne. Le Cần Vương qui est sur le point d'émerger aspirera non seulement à recouvrer la souveraineté politique du Đại Nam, mais aussi à endiguer le prosélytisme chrétien afin de préserver les religions traditionnelles menacées de disparition.
Si bien que le Cần Vương sera amené à combattre les villages vietnamiens convertis au christianisme ; des massacres qui causeront la mort d'environ 40 000 chrétiens. Au cours de la pacification, opposant les combattants du Cần Vưởng aux troupes d'occupation, les villages catholiques se rangent du côté français ou restent neutres, mais ne viennent jamais soutenir le Cần Vưởng.

### Le guet-apens de Huế et l'appel de Hàm Nghi
À la suite du désastre de Lang Son et à la précipitation des pourparlers avec la cour des Qing, le traité de Tien-Tsin, signé le 9 juin 1885, met fin à la guerre franco-chinoise. Le traité déçoit néanmoins les aspirations des militaires français, convaincus que la France annexerait à la suite du conflit l'archipel des Pescadores, voire les villes de Keelung et de Tamsui à Taïwan. Malgré tout, la renonciation des Qing à leur suzeraineté sur le Vietnam, exigée par le traité de Tien-Tsin, laisse les mains libres à la France pour fondre sur la capitale vietnamienne et mettre un terme au double jeu de la cour des Nguyễn, qui soutenait discrètement les rébellions paysannes au Tonkin, tout en faisant mine de les condamner publiquement. Les troupes régulières chinoises et les Pavillons noirs évacuent le Tonkin. Pendant ce temps, Paris fait parvenir des renforts, portant le corps expéditionnaire à 35 000 hommes (un effectif qui ne sera dépassé qu'après 1945) sous le commandement du général de Courcy.
Un plan est rapidement mis en place par les autorités coloniales établies à Hanoï afin de s'emparer de la personne des régents, que l'on soupçonne d'être les têtes pensantes et les instigateurs de la rébellion qui ne faiblit pas au Tonkin. Le général de Courcy se voit confier cette mission et se dirige avec 1 100 hommes devant Huế, la capitale du Đại Nam.
Néanmoins, le deuxième régent, Tôn Thất Thuyết, décide de prendre les devants en attaquant par surprise le corps d'armée français, qui s'est établi aux abords de la citadelle de Huế. Une bataille particulièrement meurtrière s'ensuit tout au long de la nuit du 4 au 5 juillet 1885, de part et d'autre de la rivière des Parfums. L’une des suivantes de la cour, Nguyễn Thị Bích, témoignera de la brutalité des combats dans son poème Hạnh Thục Ca ; où elle décrit le chaos général, les obus s’abattant sur la citadelle et le désemparement de la population, prise sous le feu, tandis que l’aube se lève sur la capitale en flammes. Malgré leur infériorité numérique, les Français l'emportent au petit matin, et investissent la Cité pourpre interdite.

Les combats qui ont fait rage toute la nuit laissent place néanmoins à une grande désillusion pour les troupes françaises. Alors qu'elles viennent de prendre le palais impérial, la salle du trône est déserte. Les régents mais aussi l'empereur viennent de leur échapper. Peu avant l'aube, lorsque l'issue de la bataille ne faisait plus de doute, Tôn Thất Thuyết a ordonné l'évacuation du palais, à la surprise générale, et supposément contre l'avis de Nguyễn Văn Tường, qui est resté dans les environs de Huế ; afin de parlementer plus tard avec le général de Courcy, peut-être dans l'espoir de détourner son attention ou de trouver un compromis. Pendant ce temps, Tôn Thất Thuyết a pris la tête du cortège qui s'est formé autour du jeune empereur et de la cour, forcée de quitter la Cité pourpre interdite. 

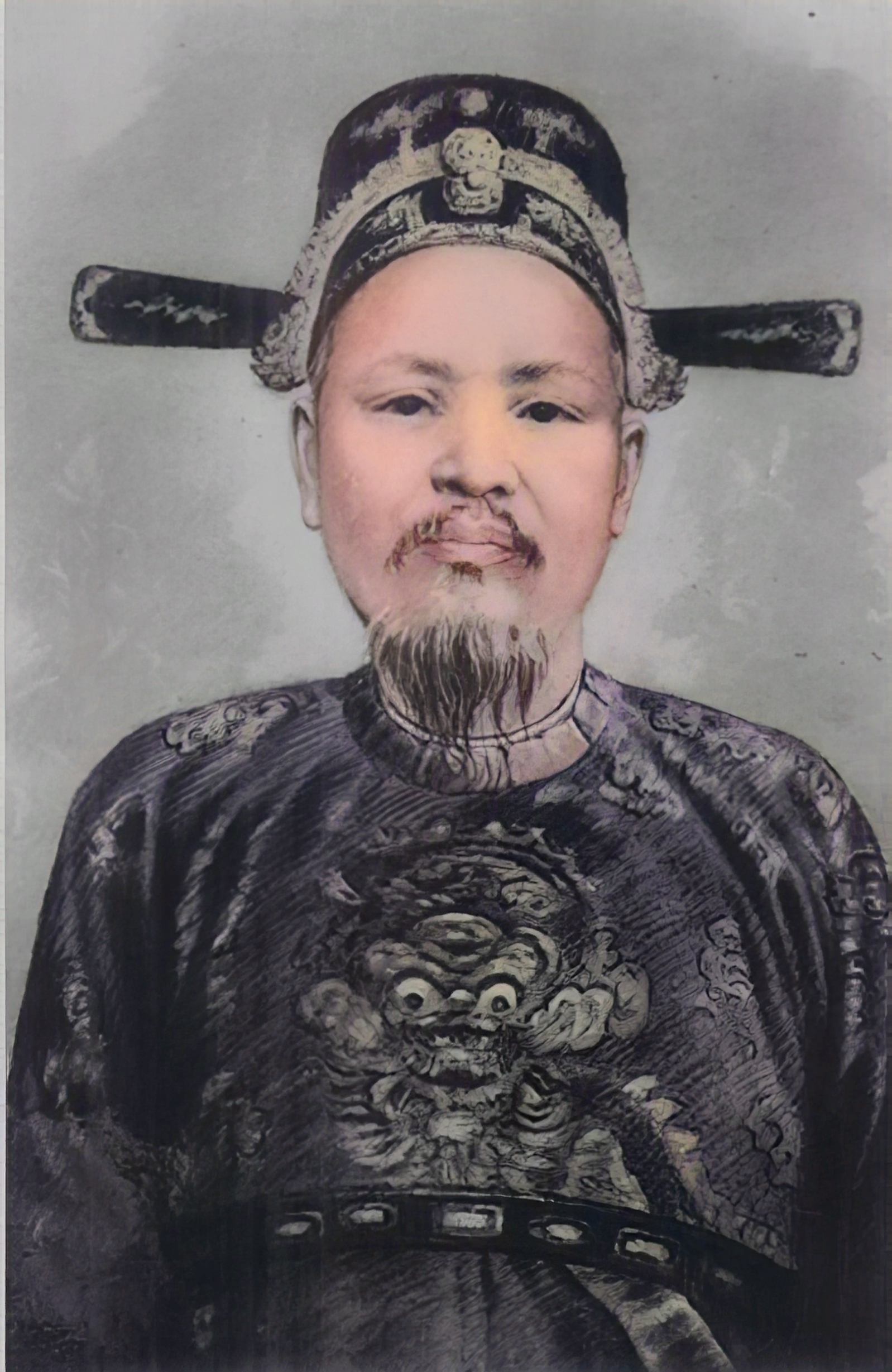
Second régent du Vietnam, Tôn Thất Thuyết

Une course-poursuite s'engage alors entre le cortège et les troupes françaises. Tôn Thất Thuyết exhorte la cour, guère habituée à se déplacer en dehors du palais. Le régent fait abréger les haltes et couper chaque pont après le passage du cortège. Arrivée à Quảng Trị, à 50 kilomètres plus au nord de la capitale, les dissensions qui divisaient déjà la cour avant la bataille refont surface. La plupart des courtisans espèrent retourner à Huế, auprès de Nguyễn Văn Tường afin de négocier avec les Français. Mais Tôn Thất Thuyết n'est pas de cet avis. Dès le 5 ou le 7 juillet 1885 (l'historiographie hésite), il fait parvenir un message aux chefs et aux meneurs de ce qui deviendra bientôt le Cần Vương, le mouvement « Aider le Roi ». Dans ce message, le second régent veut rassurer ses compatriotes : « Dans tout l'empire on ne doit s'occuper que de la cause du Roi. Ayons confiance dans le Ciel qui ne veut que le bonheur du royaume. Faisons tous nos efforts pour le reprendre sur les ennemis. »
Mais entre-temps, le mécontentement s'aggrave au sein de la cour, tout particulièrement chez les dames des « trois palais » 三宮, et notamment de la plus prééminente d'entre elles. La Grande Impératrice Douairière Từ Dụ, mère du défunt Từ Dục est maintenant âgée de 75 ans, et elle refuse d'aller plus loin. La citadelle secrète de Tân Sở, que Thuyết a préparé au cas où la capitale devait tomber, est nichée au piémont de la cordillère Annamitique ; une région propice aux maladies. Mais tandis que Hàm Nghi semble avoir été convaincu par les reines-mères qu'il vaut mieux rentrer à Huế, Tôn Thất Thuyết lui réplique : « Si votre majesté veut revenir à Huế, il faut d'abord qu'elle laisse sa tête ici. »
Ainsi la majorité de la cour devait rentrer à Huế en acceptant de capituler, tandis que Tôn Thất Thuyết et Hàm Nghi choisissaient de résister les armes à la main. Néanmoins, tous les membres de la cour qui décident de repartir à Huế « ne seront pas de plats valets de l'occupant », selon les mots de l'historien Charles Fourniau. Beaucoup d'entre eux continueront d'opposer une forme de résistance silencieuse, en soutenant d'une façon ou d'une autre les différentes ramifications du soulèvement populaire qui fait tache d'huile au Tonkin et en Annam.
Aussi, après avoir laissé la majeure partie de la cour et même du Cơmật (le conseil secret) rejoindre Huế, Thất Thuyết, Hàm Nghi et leurs fidèles parviennent à gagner la citadelle de Tân Sở. C'est alors que par une proclamation solennelle, rédigée, selon toute vraisemblance, par Tôn Thất Thuyết, que le jeune empereur en appelle à ses sujets, qui opposent déjà une vive résistance au Tonkin depuis le débarquement des troupes françaises.
Par cette proclamation, lancée depuis la citadelle de Tân Sở, le 13 juillet 1885, soit huit jours après la chute de la capitale, Hàm Nghi pose les bases du mouvement de résistance que deviendra le Cần Vương, littéralement le mouvement « Aider le Roi » (cần vương en vietnamien, 勤王 qinwang en chinois). Bien que cette locution d'« Aider le Roi » ne soit pas employée dans l'édit du 13 juillet, celle-ci sera dès le début associée au sursaut général qui advient après la proclamation de Hàm Nghi. Dans sa brève missive envoyée quelques jours plus tôt, Tôn Thất Thuyết faisait déjà usage de cette locution figée très ancienne, tirée des classiques de la littérature confucéenne. C'est d'ailleurs sous cette locution que les Chroniques véridiques (Đại Nam thực lục (vi)) consigneront la proclamation de Hàm Nghi, en mentionnant que l'édit fit appel à « tous sous le ciel [afin d'] Aider le Roi » : (« 申諭天下勤王 thân dụ thiên hạ cần vương »).

## Proclamation de l'empereur Hàm Nghi
Proclamation, 
Depuis des temps très lointains, il n’est en matière de stratégie que trois recours possibles, l’attaque, la défense ou les pourparlers. Faute de pouvoir lancer une attaque, d’établir une défense suffisamment forte et de traiter avec un ennemi aux exigences insatiables, en de pareilles circonstances, éprouvant mille et dix mille difficultés, fut prise notre édifiante résolution. Si le Grand Roi s’est retiré à la montagne Qi et si le Mystérieux Vénéré s’est rendu dans la province de Shu, c’est bien que des hommes, dans les temps anciens, ont résolu de recourir au même expédient.
Il n’y a guère longtemps que le désordre sévissait dans l’Empire, et que Je succédais au trône malgré mon jeune âge. Me vouant entièrement à notre essor et à notre indépendance, Je ne poursuivais aucun autre dessein, jusqu’à ce que les Français nous attaquent de nouveau, sans raison. La situation se dégrade de jour en jour ; depuis que leurs vaisseaux affluent sur nos côtes et revendiquent des droits innommables. Les accueillant selon nos coutumes, celles-ci ont été repoussées sans ménagement. La peur afflige désormais les habitants de la capitale. Le danger nous guette de l’aube au crépuscule. Mais les ministres régents veillent sur notre Royaume et notre Dynastie.
Plutôt que de baisser la tête, de céder aux menaces et de manquer une occasion d’avoir l’initiative, nous avons préféré prendre nos ennemis de vitesse, en devançant leur attaque. Même si le cours des événements ne nous a guère laissé le choix, toutes les actions entreprises jusqu’à maintenant s’avéreront fort utiles par la suite. Nous aviserons toujours en temps voulu. Tous ceux qui partagent notre inquiétude ont sans doute déjà pris leurs dispositions. Qui en ce moment même ne serre pas les dents de rage et n’a les cheveux qui se hérissent d’indignation à la vue de nos envahisseurs ? Quel homme ne veillera plus sous les armes, ne battra solennellement des rames, ne ravira la lance de son ennemi et ne charriera des monceaux de briques ? Telle sera notre réaction ; à l’image des ministres, qui ne servent la Cour que pour accomplir leur devoir envers le Bien, dussent-ils le payer de leur vie. Hu Yan (en) et Zhao Cui (en) de Jin, Guo Ziyi et Li Guangbi (en) des Tang, tous ces noms surgis du passé ne sont-ils pas ceux de héros qui nous en ont donné l’exemple ?
D’une Vertu inférieure, Je n’ai pu empêcher le désastre de se produire : la capitale est tombée, le palanquin de nos Mères aimantes sur le chemin de l’exil. La faute M’incombe entièrement. La honte et l’effroi Me submergent. Mais que subsistent les liens vertueux qui nous unissent, que les seigneurs et dignitaires de l’Empire, petits ou grands, ne M’abandonnent pas, que les sages recourent à leur sagesse, que les braves fassent montre de leur bravoure, que les riches offrent leur richesse et nos compagnons d’armes ne reculeront devant aucun péril. N’est-ce pas là notre devoir ?
Que ceux qui voleront au secours de l’Empire, bravant la tempête et les trombes d’eau sur la montagne, n’épargnent pas leurs efforts. Si le Ciel a dans son cœur le dessein de nous venir en aide, alors nous ramènerons l’ordre et l’harmonie, en lieu et place du chaos et du danger, dans notre territoire que nous reprendrons. C’est le moment ou jamais. La félicité des temples des Ancêtres et des Esprits de la terre est celle de tous leurs bons et loyaux serviteurs. Nos destins sont liés jusque dans nos peines et dans nos joies.
Mais si le peuple redoutait la mort plus qu’il n’aimât son Souverain, s’il pensait davantage aux siens plutôt qu’à l’Empire, les ministres trouveront des prétextes pour se dérober, les soldats déserteront, les petites gens n’éprouveront plus de bonté pour servir l’intérêt général, et les lettrés renonceront à la Lumière pour les Ténèbres. Tous pourraient se résigner à leur sort, mais ils ne seraient plus que des bêtes, affublées d’un chapeau et d’une robe. Comment pourrions-nous l’accepter ? De généreuses récompenses ainsi que de sévères châtiments seront donnés en exemple par la Cour. Ne faites pas ce que vous pourrez regretter. Obéissez avec déférence.
Respect à cet ordre

Ère Hàm Nghi, première année, sixième mois, deuxième jour

## Déroulement
La diffusion de l'édit déclenche une vague de soulèvements à travers tout le Vietnam, jusqu'en Cochinchine. La résistance, déjà vivace, va redoubler d'intensité. Si bien que certaines chansons populaires de l'époque viennent nous décrire l'exaltation qui suit la proclamation de Hàm Nghi et sa réception dans les villages. Au reçu de l'édit impérial, les lettrés rassemblent les villageois. L'appel est rangé précieusement dans un coffret, puis déposé sur un autel, ombragé par des parasols jaunes (couleur impériale) et entouré de deux rangées de drapeaux. Les notables viennent s'y prosterner à cinq reprises, avant d'ouvrir respectueusement le coffret contenant la proclamation. Puis celle-ci est lue solennellement, à haute voix, devant les villageois réunis. Une explosion de joie s'ensuit, où tous les présents jurent de se battre jusqu'au bout.
On entend du tumulte dans les villages. On forge des armes, épées et couteaux. On coud les cuirasses et les casques de cuir. Le Quang Binh s'est soulevé d'abord. Le Quang Tri s'est soulevé après. Les autres provinces, Nghê An et Hatinh, partout, Également frémissent et toutes se lèvent... Ce village et puis cet autre tout proche rivalisent. Les Riches sortent également monnaie et argent. 
De par la structure de la société vietnamienne, le Cần Vương est essentiellement un mouvement populaire et rural. Ce sont les paysans qui fournissent le gros des hommes et parfois même une partie des chefs. C'est au Tonkin surtout que ces chefs paysans sont les plus nombreux. Les villages servent de lieux de repos, lorsqu'ils ne sont pas transformés en places fortifiées. Aussi, ce sont les paysans qui pourvoient à leur ravitaillement et qui planifient les attaques.
Si la masse paysanne se trouve pleinement investie dans la résistance, elle est néanmoins directement exposée aux représailles des troupes coloniales. La campagne de pacification qui s'ensuit au Tonkin et en Annam voit les villages rebelles incendiés et les femmes violées par les colonnes françaises. Sa force principale réside dans la constitution même du Cần Vưởng, dans son ancrage culturel confucéen et rural. Mais si le système autarcique des villages vietnamiens s'avère un atout majeur dans la lutte armée, la chute de l'État vietnamien vient affaiblir sérieusement la coordination de la résistance. Un manque de coordination auquel le Cần Vưởng ne parviendra pas à remédier. La documentation française de l'époque témoigne de cet effet de « bandes » armées, agissant en totale autonomie et ne formant pas des troupes permanentes. Après les escarmouches ou les embuscades tendues aux colonnes françaises, les villageois rentrent dans leurs foyers, ne laissant derrière eux que quelques petits groupes de combattants, décidés à vivre dans la clandestinité. Si bien que les troupes coloniales ont affaire à des villages en apparence tranquille, qui paient l'impôt colonial, mais qui fournissent secrètement le refuge, les renseignements, le ravitaillement et des volontaires lorsqu'une opération plus importante est menée. Cette guérilla préfigure à bien des égards les guerres coloniales qui surviendront plus tard au Vietnam, au XXe siècle.
Malgré l'enthousiasme suscité par la proclamation de Hàm Nghi, le Cần Vưởng ne parviendra pas à inverser le rapport de forces avec les Français. Disposant surtout d'armes blanches et d'armes de trait (arbalètes et arcs), les combattants se trouvent démunis face aux troupes coloniales, mieux armées et bien entraînées. Les rares fusils qu'acquière le Cần Vưởng sont désuets, voire fabriqués artisanalement. Les villageois vietnamiens en sont réduits à poser des pièges sur le passage des patrouilles ennemies. Si bien que les batailles frontales, à l'instar de Ba Đình, sont assez rares entre le Cần Vưởng et les troupes françaises. La place Ba Đình, où Ho Chi Minh lira la Proclamation d'indépendance du Vietnam le 2 septembre 1945 et où se tient aujourd'hui son mausolée, porte le nom d'une de ces batailles livrées par le Cần Vương contre les forces d'occupation françaises.

Toutefois, les lettrés préparés à devenir des mandarins militaires n'hésitent pas à faire usage de leurs connaissances en matière de fortifications. Des levées de terre précédées de multiples pièges barricadent ainsi certains villages rebelles. Tel fut le cas de Ba Đình ou du fort du Đề Thám et des barrages dressés dans les vallées tenues par Phan Đình Phùng. Parfois une simple haie de bambous suffit à ralentir la progression des colonnes françaises.

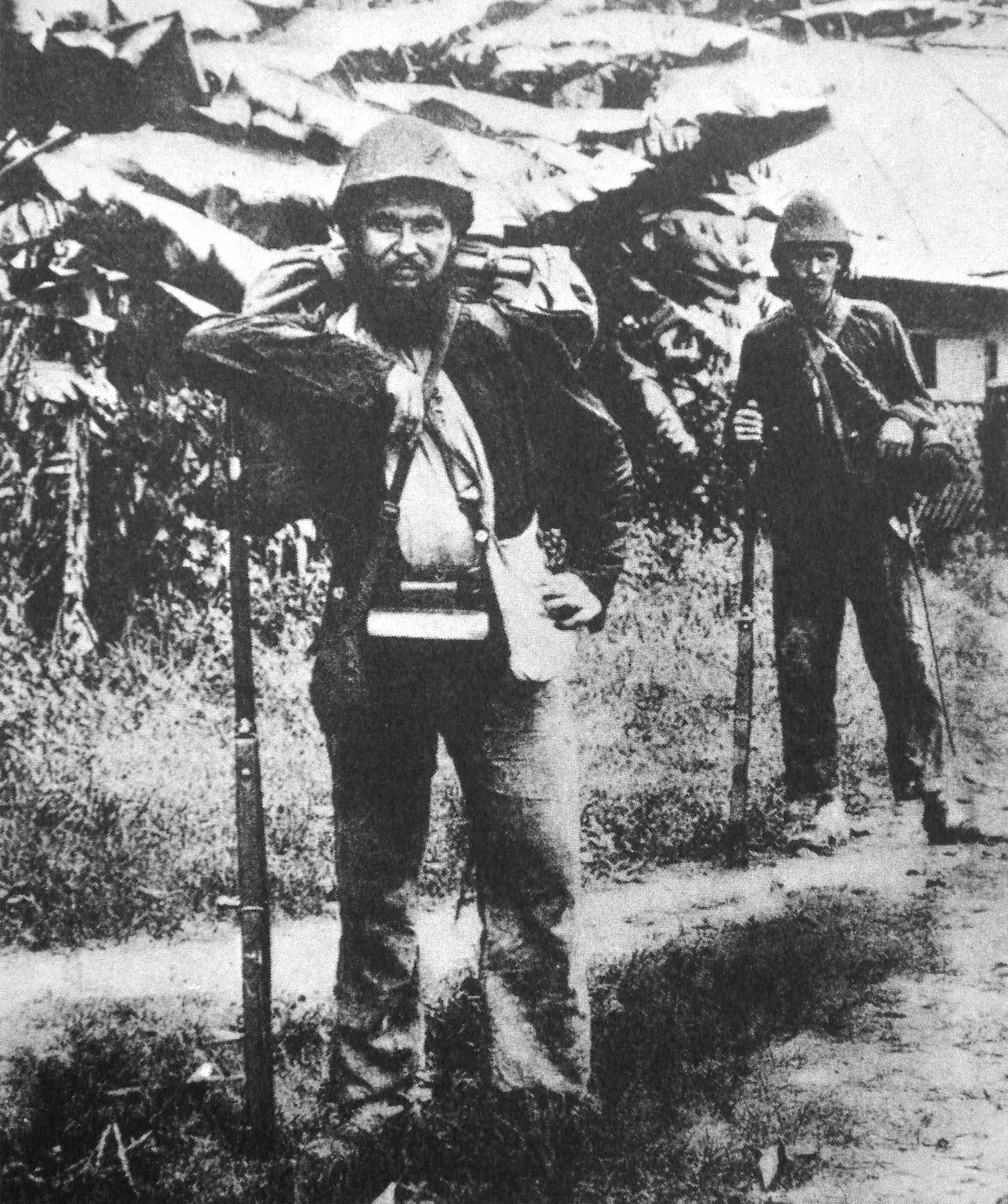
Infanterie de marine au Tonkin en 1888

Si la réaction populaire fut globalement unanime à l'annonce de la résistance par Hàm Nghi en juillet 1885, la rébellion devient ensuite plus disparate selon les régions et les périodes. La fatigue des populations annamites, accablées par la misère, devient perceptible à partir de 1887. Ce qui n'empêche pas le mouvement du Thanh Hoá d'émerger en 1889 pour tenir jusqu'en 1892 ; de même pour celui du  Nghệ Tĩnh de 1891 à 1895. Au Tonkin, la région du delta se trouve en première ligne face au corps expéditionnaire encore renforcé par Paris à la fin de l'année 1885. Mais en 1887, les coups de force regagnent en vigueur jusqu'en 1891. Après 1891, le ralliement des mandarins aux autorités coloniales est un contrecoup décisif dans la lutte du Cần Vương. Aussi, la plupart des villages se soumettent totalement. Entre-temps, les Français parviennent à capturer Hàm Nghi en novembre 1888, après que son garde du corps l'ait trahi. Le jeune empereur est alors déporté en Algérie.
À défaut de pouvoir recouvrer l'indépendance de leur patrie, les combattants du Cần Vưởng s'avèrent un frein pour la colonisation française. La résistance vietnamienne fait régner pendant plus de dix ans un climat d'insécurité parmi les colons, empêchant par conséquent la « mise en valeur » du territoire, tout particulièrement au Tonkin. Sur le plan culturel, le Cần Vưởng atteint paradoxalement certains objectifs qu'il s'était fixés, à savoir le maintien des religions traditionnelles et l'endiguement du prosélytisme des missionnaires.
La lutte opposant la IIIe République aux rebelles vietnamiens présente également la particularité d'être largement ignorée en métropole. Aux yeux de l'administration coloniale, les combattants du Cần Vương sont des « pirates », qui entravent l'essor de la « Civilisation » en Extrême-Orient. Pour les rebelles, les Français sont des envahisseurs qui tentent d'imposer la foi chrétienne et de destituer par la même occasion la monarchie confucéenne. La libéralisation économique perturbe également le tissu social vietnamien 
Le système économique est également perturbé au Vietnam avec l'introduction du libéralisme. Alors que l'État confucéen prélevait ordinairement les paddys de riz des régions excédentaires pour les redistribuer dans les régions déficitaires, le libéralisme économique crée d'importantes disparités. 
Plusieurs famines surviendront au cours des dix années suivant la proclamation de Hàm Nghi. 

### Le rôle des lettrés dans la résistance

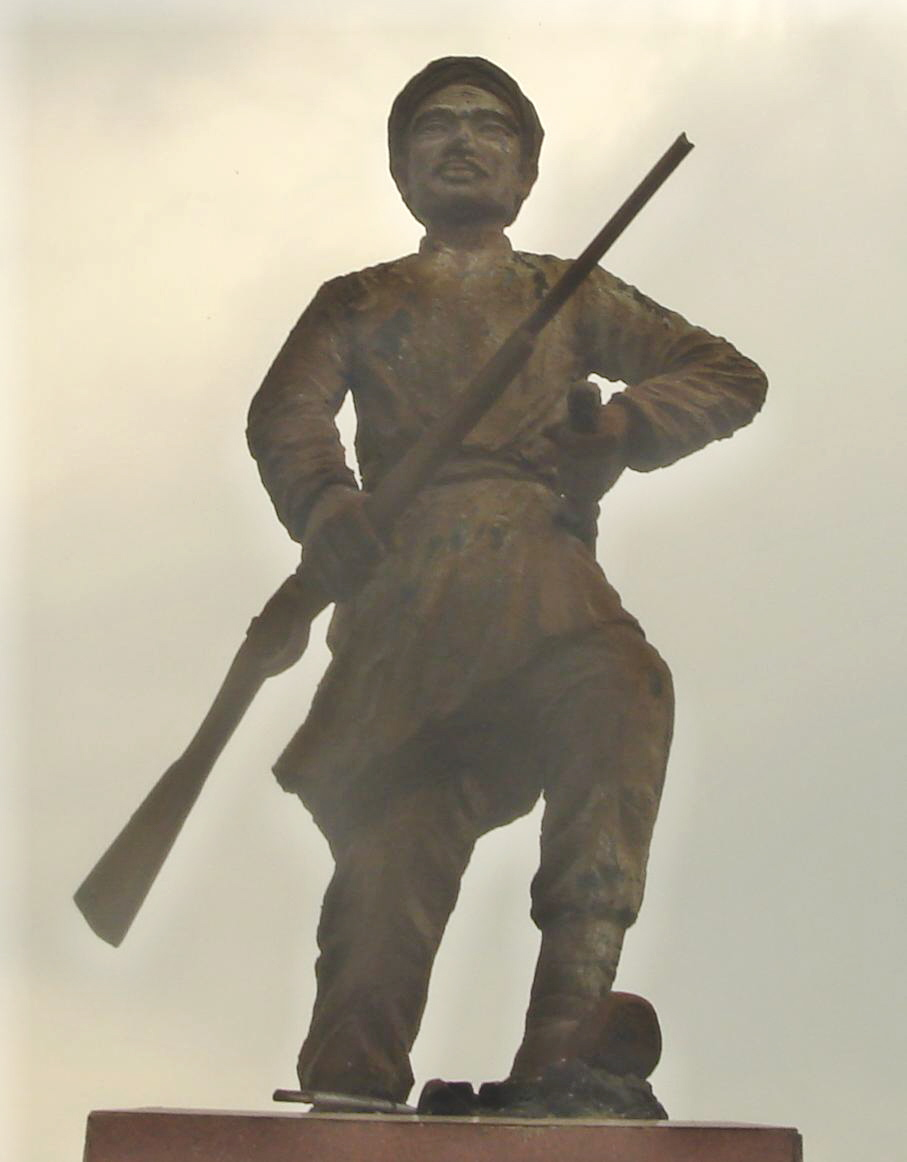
Statue de Phan Đình Phùng à Hô Chi Minh-Ville

Pour fondamentale qu'ait été le ralliement massif des paysans, le Cần Vương émane avant tout du « Mouvement des Lettrés » (Văn Thân (en)). Mandarins et lettrés occupent une place sociale prépondérante au sein de la société confucéenne qui valorise la connaissance et l'altruisme. Si bien que les grands chefs de la résistance appartiennent souvent à cette classe d'intellectuels. Parmi ces figures héroïques se trouvent Nguyễn Quang Bích (vi), Nguyễn Thiện Thuật (vi) ou encore Phan Đình Phùng, pour ne citer qu'elles.
Ces lettrés-résistants donneront au Cần Vương sa coloration idéologique et insuffleront une dimension spirituelle à son combat. Dans un contexte international jouant en leur défaveur, ceux-ci comptent bien, malgré tout, sauver les religions traditionnelles face au christianisme dont ils redoutent le prosélytisme. Prônant les valeurs du confucianisme, ils attribuent à la fonction de l'empereur, et non à sa personne en tant que telle, une forme de transcendance, se manifestant pleinement dans le domaine politique. Avant le terme de sa vie, tout sujet confucéen devrait aimer le Ciel et s’en faire aimer en retour pour briser le charme de la mort et gagner, en récompense de ses valeureux services, le Ciel qu’il convoite. Dans le paradigme confucéen, le monarque est un passeur, un intermédiaire entre le monde matériel et le monde intangible. D’où la nécessité de défendre son trône : le défendre revenant à faire preuve concrètement de sa bravoure face à l’adversité. Malgré les revers subis par le Cần Vương et l'inadéquation de la culture livresque des lettrés face aux exigences tactiques du combat, ses meneurs font montre d'une remarquable élévation morale. Nguyễn Thiện Thuật écrit : « La route est raboteuse et périlleuse, mais je ne m'effraie pas de la difficulté d'y marcher. Faible vieillard j'ai fait le serment de garder mon cœur pur pour payer ma dette au pays. » Un courage allant jusqu'au sacrifice suprême, parfois en se donnant la mort dans des conditions épouvantables, alors qu'ils sont faits prisonniers par les Français.
Lettrés et mandarins jouissent donc d'une aura particulièrement grande auprès des paysans, au point que leurs chefs préfèrent le plus souvent se placer sous l'autorité de l'un d'entre eux.